# 陶希圣
陶匯曾（1899年9月1日—1988年6月27日），字希聖（以字行），筆名方峻峰，湖北黃岡人，是中华民国政治人物、社会史学家、三民主义理论家、法学家，也是中国社会史学派食货学派的开创者。
陶希聖于1920年代末掀起中国社会史论战。七七事变后，他积极参与低调俱乐部的政治活动，并随汪精卫出走河内。1939年，陶希聖任中国国民党 (汪精卫政权)中央常务委员会委员兼中央宣傳部長。1940年1月，由于日本对汪精卫政权态度严苛，陶希聖同外交官高宗武心怀不满，便在青帮的帮助下从上海出逃至英属香港，并在香港《大公报》公开“汪日密约”，使中国人民知晓日本军国主义的真实面目，是为高陶事件。
1942年，陶希圣返回重庆，任委员长侍从、并帮蔣介石執筆《中國之命運》一書，成为蒋介石的主要文胆。1947年后，深受蒋介石信任的陶希圣历任中国国民党中央宣傳部次長、總統府國策顧問、中國國民黨設計委員會主任等要职，并于1988年病逝于台北。

## 生平

### 早年

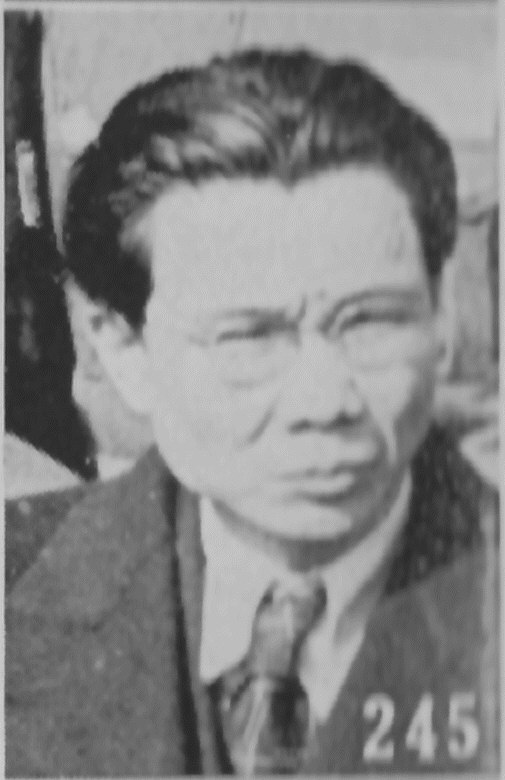
陶希聖（《最新支那要人傳》，1941年）

1899年，陶希圣出生于湖北省黄冈县仓埠镇陶胜六村（现属武汉市新洲区仓埠街道）。幼读诗书，1908年被父亲(其在河南任候補知县)送入开封旅汴中学（河南省立第一中学前身），续就学于武昌英文馆。1915年，陶希圣考上北京大学預科，師從沈尹默、沈兼士，課本有《文心雕龍》、《呂氏春秋》、《淮南子》、顧炎武《日知錄》、章太炎《國故論衡》、錢大昕《十駕齋養新錄》等，並自修《宋元學案》與《明儒學案》。1918年，陶希圣升入北京大学法律学门(今北京大学法学院)。1922年夏，陶希圣自北大毕业后，任安徽省立法政专门学校教员。
1924年，陶希圣在上海商务印书馆编译所做编辑，同时在上海大学、上海法政学院、东吴大学等校讲授法学和政治学。1927年初，陶希圣应聘为中央军事政治学校武汉分校中校教官，参加北伐革命军工作，从此以“陶希圣”的别名取代本名“陶汇曾”。1927年后，历任中央独立师军法处长兼特务组长、国民革命军总政治部秘书处长、《党军日报》社社长。1928年，陶希圣任中華民國陸軍軍官學校高级政治教官兼政治部训导处。同年12月辞职赴上海，加入国民党改组派。1929年后，陶希圣在复旦大学、国立劳动大学、暨南大学、中国公学、上海法学院、立达学园及中央大学任教；同时与周佛海、樊仲云等创办新生命书局。1931年1月，陶希圣受聘为中央大学教授，讲授中国政治思想史、中国法律思想史。教授之余，他仍笔耕不辍，《中国社会现象拾零》一书即此时的代表作。1931年暑假后，陶希圣应北京大学之聘，回母校讲授中国政治思想史和中国社会史等课程，并于清华大学、燕京大学、北师大、朝阳大学等校兼课。直至1937年7月抗战暴发，一直任北大教授。1934年12月1日，陶希圣创办《食货》半月刊，并在北京大学一院开设经济史研究室。其骨干包括沈巨尘、武仙卿、连士升、鞠清远、曾骞、何兹全等人，他们的学说被称作“食货学派”。1936年，华北抗日救亡日益高涨，中共在一二·九运动后组织外围组织“中华民族解放先锋队”，动员青年学生下乡宣传救亡。1936年5月陶希圣在胡适主办的《独立评论》第201号发表《低调与高调》一文，抨击共产党"全民救亡"的主张。

### 抗日战争
1937年7月15日至30日参加国民政府召集的庐山座谈会，与汪精卫、周佛海、胡适等人产生共鸣，上书蒋介石，主张“负责任”的“和平运动”，通过外交手段和平解决中日之间一切悬案，根本调整中日关系，以谋东亚的长期和平，而结成“低调俱乐部”。开始从政。8月19日，蒋介石让胡适立即赴美任大使。蒋介石对陶希圣说“共产党在武汉活动，闹得不成样子”，受蒋的委派，1937年10月2日到武汉，在中华大学和其他高校演讲，“对中共作观念上和思想上的斗争”一个月。回南京后向蒋、汪汇报，指出“共产党高调号召”抗日，人民阵线活动几有“国裂党亡”恶果，并提议在武汉大后方以非党或第三党名义成立权威性的文化团体、时政刊物，有号召力的学者以公允面目引导社会思潮。
1938年2月，陶希圣在汉口特别市天津街4号同周佛海创办“艺文研究会”(隶属于国民党中央宣传部)。1938年6月，艺文研究会迁重庆菜园坝，蒋介石每月向其拨款4万元，但该组织具体受汪精卫领导，由周佛海任总务总干事，陶希圣任设计总干事兼研究组主任干事、理事会总干事，并同侯顶好主持经济考察团、同吴景超、陈之迈3人主持编译委员会。而艺文研究会的香港分会名为"国际问题研究所"，由高宗武、梅思平主持，负责对日秘密联络。
1938年7月，陶希圣任国民参政会参政员。12月19日，随汪精衛、周佛海出走河内。12月29日，与周佛海、梅思平前往香港，开展“和平运动”。
1939年8月28日，陶希圣从香港抵达上海，参加汪精衛的“中国国民党第六次全国代表大会”，当选为中央宣传部长。“委屈周全，腆颜支撑”，组建了伪中宣部，建立了《中华日报》、中华通讯社，拉拢联络吴佩孚、陈宦、刘菊村、金璧东等。1939年11月，陶希圣受汪精卫指派，同周佛海、梅思平、高宗武與日方代表影佐祯昭、须贺彦次郎、犬养健在上海六三花园就日本内阁新通过的《日支新关系调整要纲》进行谈判。1940年1月，对大日本帝国和汪精卫政权有所失望的陶希圣、高宗武二人在青帮帮助下出逃上海，并于香港透过大公报联名揭发“汪日密約”，國史稱其为高陶事件。后陶希圣留港办《国际通讯》。陶希聖與胡適有交情，當年陶捲入“汪日密約”中進退失據時，惟一想到可以寫信表達心聲的人就是胡適。
1941年底日軍攻陷香港。1942年初，陶希圣逃离香港，经韶关、桂林回重庆，任委员长侍从室第二处第五组组长。1943年春季，《中國之命運》出版。蔣隨即指示，要收集資料，準備第二本書，預定書名為《中國之開發》，訂定戰後政治經濟建設大綱要領如下：「㈠以南京為海都，咸陽為陸都；㈡縮小省區；㈢劃分經濟建設區如下：①中央區，以武漢為中心；②東南區，以玉山為中心；③西南區，以昆明為中心；④西北區，以天水為中心；⑤東北區，以瀋陽為中心」，不久日本投降，軍政事務叢集，本書稿擱置:382。
1946年1月1日，陶希聖獲頒勝利勳章:7943。

### 晚年生活
1949年赴台湾，后历任中华民国总统府国策顾问、中国国民党设计委员会主任委员、中国国民党中央委员会第四组主任、革命实践研究院总讲座、中国国民党中央常务委员会委员、中央日报董事长、中国国民党中央评议委员等要职，陶希圣晚年“每晚必看电视。常孤灯独坐，凝视默想，俟十一时电视播完，然后拂纸属文，往往至深夜，日数千字，习以为常。所为文大半以实所主办之《食货》月刊……”。1952年12月21日在台北蒔林堂受洗成為基督徒。1975年9月2日，陶希聖夫人萬冰如因心臟衰竭病逝。1988年6月27日，陶希圣在台北病逝，同年7月15日於臺北市第一殯儀館舉行公祭，安葬於陽明山第一公墓。11月9日，總統李登輝明令褒揚立法委員陶希聖，全文如下：

　　立法院立法委員陶希聖，資性端敏，學造淵微，執教北京、中央、清華、燕京諸大學，早著聲華。抗戰軍興，秉筆宣勤。嗣參密勿，承命戮力。迨行憲，膺選立法委員。議事之餘，仍多著述。綜其生平，迴旋學術與政治之間，卓識嘉猷，均饒貢獻。茲聞溘逝，悼念良深。應予明令褒揚，以示政府表彰勳耆之至意。

總　　　統　李登輝　　　　

行政院院長　俞國華　　　　

## 评价
作家李敖形容他“長得小眼方臉，面似京戲中的曹操，講話深沉多伏筆，是我所見過的城府最深的人物。”
陶希圣曾在《八十自序》中审度自己：“区区一生，以读书、作文、演说、辩论为业，人自称为讲学我志在求学。人自命为从政者，我志在论政。我不求名，甚至自毁其名，而名益彰。……我无以为报，只是常抱一颗感谢的心。庶可遥望论语‘学不厌，教不倦，不怨天，不尤人’之境界”。
顧頡剛說他是“研究社會經濟史最早的大師級人物”。

## 荣誉
- 三等景星勋章（1945年10月9日批准[8]）

## 家庭
父陶炯照，兄陶述曾。

### 後代
- 長女：陶驪珠 （1919－1922）年僅三歲，因流行麻疹病逝
- 次女：陶琴薰（1921－1978），婿：沈蘇儒（1919－2009）為沈鈞儒堂弟
  - 外孫：沈寧，1983年起旅居美國，著有描述陶家故事的小說體傳記《嗩吶煙塵》
- 長子：陶泰来，媳：晏章沅
  - 孫：陶德和
  - 孫: 陶德辰，電影導演
  - 孫：陶德三（1955－），作家，筆名郭箏
- 次子：陶祥來（1926－1930）因意外夭折
- 三子：陶恒生（1931－），媳：劉德順
- 四子：陶晉生（1933），媳：鮑家麟
- 五子：陶范生，媳：戚瑞華
- 六子：陶龍生（1940－），媳：張國雲[9][10]

## 主要著述
- 《中国之命运》(共同执笔人之一)
- 《蘇俄在中國》(共同执笔人之一)
- 《潮流與點滴》(陶希圣回忆录)[11]
- 《中國社會与中國革命》
- 《中国社会之史的分析》
- 《中國政治思想史》
- 《論道集》
- 《中國封建社會史》
- 《中国民族战史》
- 《欧洲日局势与中日战争》
- 《国家论》
- 《辨士与游侠》(陶希圣编撰)

## 延伸閱讀
- 「行憲」與「戡亂」—陶希聖日記（1947-1953）的觀察與討論